# غلين شيلر
غلين شيلر (بالسويدية: Glenn Schiller)‏ هو لاعب كرة قدم سويدي []، ولد في 27 مارس 1960. شارك مع منتخب السويد تحت 21 سنة لكرة القدم. أما مع النوادي، فقد لعب مع نادي غوتبورغ ونادي يورغوردينس.

## وصلات خارجية
- غلين شيلر على موقع قاعدة بيانات كرة القدم.إي يو (الإنجليزية)
- غلين شيلر على موقع عالم كرة القدم.نت (الإنجليزية)